# 尾崎大介
尾崎 大介（おざき だいすけ、1974年（昭和49年）2月15日 - ）は、日本の政治家。都民ファーストの会所属の東京都議会議員（6期）。東京都議会議長（第48代）。

## 経歴
東京都出身。1996年、日本大学農獣医学部卒業。大学卒業後は民間企業に就職。2000年に第42回衆議院議員総選挙に民主党から出馬し初当選した衆議院議員の山花郁夫の公設第一秘書となる。
2005年7月3日の東京都議会議員選挙に民主党公認で出馬し当選。同期当選に石森孝志（八王子市長）、坂本健（板橋区長）。2009年と2013年の東京都議会議員選挙でも当選。その間、2006年に財政委員会副委員長、2009年に都市整備委員長に就任。2015年には都議会民主党幹事長に就任。
2017年2月、都議会の民進党系会派「東京改革議員団」幹事長に就任。同年4月30日に民進党に離党届を提出。同年7月2日の東京都議会議員選挙では東京都知事の小池百合子が代表を務める都民ファーストの会から推薦を受け無所属で出馬し4選。その後、都民ファーストの会から追加公認。同年8月8日、東京都議会議長に就任。
2021年東京都議会議員選挙で5選、2025年東京都議会議員選挙で6選。